# World of Warcraft Trading Card Game
World of Warcraft Trading Card Game (WoW TCG) è un gioco di carte collezionabili basato sul MMORPG World of Warcraft. Il gioco è stato annunciato da Upper Deckent il 18 agosto 2005 e pubblicato il 25 ottobre 2006. I giocatori possono combattere l'uno contro l'altro oppure, nei "Raid Deck", possono unirsi per sconfiggere boss quali Onyxia, Ragnaros, Illidan, Magtheridon, Kel'Thuzad o il Re dei Lich. Nel marzo 2010, Upper Deck Entertainment perde la licenza da Blizzard Entertainment, che passa, il 24 dello stesso mese, a Cryptozoic Entertainment, la quale annunciò l'uscita di vecchi set di carte.
La Blizzard Entertainment ha annunciato il 23 Agosto 2013 che il supporto alle carte collezionabili sarebbe stato interrotto, e che la licenza non sarebbe stata rinnovata.

## Funzionamento del gioco
Ogni giocatore utilizza una "carta eroe" e un mazzo contenente carte di vario tipo, fra cui le "carte ". Ogni giocatore inizia mettendo in campo solo la carta eroe, e poi mano a mano giocandone altre; lo scopo è quello di portare a zero punti salute il giocatore avversario.
Nei pacchetti di espansione si possono trovare carte che rappresentano armi, abilità, armature, oggetti e missioni; alcuni pacchetti contengono inoltre carte rare o "carte bottino", le quali contengono un codice che può essere usato in World of Warcraft per sbloccare premi particolari, come pettorine, gadget, mascotte e cavalcature.

### Raid Deck
Oltre ai normali scontri uno contro uno, il gioco presenta anche i "Raid Deck", partite che coinvolgono più di giocatori alleati contro nemici epici. In queste partire un giocatore svolge il ruolo di "Raid Master", controllando i mostri e i nemici, mentre altri 3-5 giocatori controllano i personaggi che partecipano al raid. I giocatori vittoriosi possono vincere delle carte dal "pacchetto tesoro" che è dato in dotazione con il mazzo (i "pacchetti tesoro" contengono carte olografiche e, a volte, un certo numero di "carte bottino"). Upper Deck Entertainment ha anche reso disponibili dei "pacchetti tesoro" dal loro negozio online, che però non contengono carte olografiche.
A partire dall'agosto 2012, sono stati prodotti sette "Raid Deck", ciascuno basato su un corrispettivo raid di World of Warcraft: Onyxia's Lair, Molten Core, Magtheridon's Lair, The Black Temple, Naxxramas, Icecrown Citadel e Battle of the Aspects.

## Tipi di carte
Nel gioco sono presenti i seguenti tipi di carte:
- Eroe: ogni giocatore inizia con un eroe, che rappresenta il giocatore stesso. È l'eroe che determina come le altre carte possono essere utilizzate o incluse nel mazzo - ad esempio, gli eroi dell'Orda possono avere solo alleati dell'Orda. La carta eroe fornisce informazioni sullo stato di salute, sulla razza, sulla classe, sulle specializzazioni e le professioni; ogni eroe ha un potere particolare, che può essere utilizzato una sola volta per partita (utilizzato il quale la carta eroe viene girata a faccia in giù). A partire da Worldbreaker, le carte eroe non hanno più professione, bensì un potere speciale che può essere attivato pagando un determinato costo.
  - Eroe Master: le carte Eroe Master consentono di sostituire l'eroe di un giocatore con un altro; l'eroe originale viene rimosso dal gioco e danni, abilità, e oggetti allegati ad esso vengono trasferiti sull'Eroe Master. L'eroe, se non è specificato altrimenti, può usare tutti gli oggetti e le capacità, ma le abilità sulle carte che hanno tipi specifici non possono essere attivate. I poteri degli eroi non vengono trasferiti all'Eroe Master.
- Alleato: oltre all'eroe principale, altri personaggi possono scendere in campo nel corso della partita, essendo giocati dalla mano. Gli alleati possono sia attaccare sia difendere contro gli attacchi avversari, e in alcuni casi hanno anche abilità particolari. La maggior parte degli alleati fanno parte dell'Orda o dell'Alleanza, e possono assistere solo un eroe della stessa fazione; alleati neutrali possono essere "assoldati" da entrambe le fazioni. Una volta messo in campo pagando il costo necessario, un alleato rimane fino a che non viene distrutto o rimosso dal gioco.
- Arma: le carte arma possono essere assegnate all'eroe per aumentarne le capacità in combattimento o per dare altri benefici. Come le carte armatura, c'è un numero limitato di armi che un eroe può avere assegnate contemporaneamente. Per poter utilizzare le carte arma, il giocatore deve pagare un costo in risorse specificato dalla carta stessa. Le armi possono essere utilizzate sia quando si attacca che quando ci si difende.
- Armatura: rientrano in questa categoria tutte le carte di difesa che proteggono gli eroi da eventuali danni. Una volta giocata, pagando il costo in risorse necessario, l'armatura può essere usata ogni turno, al fine di ridurre i danni di qualsiasi tipo che vengono inferti all'eroe. Un eroe può aver equipaggiato solo un numero limitato di carte armatura (contando che armature diverse si applicano su diverse parti del corpo). Le carte armatura possono avere anche effetti aggiuntivi oltre al loro valore difensivo.
- Missione: sono carte carte speciali che agiscono come risorse, ma con delle abilità aggiuntive. Una missione può essere completata soddisfacendo una condizione descritta dalla carta stessa, e quando ciò avviene si guadagna una ricompensa (per esempio, pescare carte supplementari) e la carta viene rivolta a faccia in giù.
- Abilità: sono carte giocate dalla mano che provocano un effetto immediato. Le abilità possono essere sia di tipo standard, ovvero che possono essere giocate unicamente nel proprio turno, oppure possono essere abilità istantanee, attivabili pressoché in qualsiasi momento. Molte abilità sono esclusive di una particolare classe, e possono quindi essere usate solo da un eroe che abbia quella classe.
- Oggetto: sono oggetti di vario genere che possono essere assegnati all'eroe, quali anelli, pozioni e ciondoli.
- Luogo: sono carte simili alle carte missione, che però non vengono girate a faccia in giù una volta usate. Può essere attiva una sola carta luogo alla volta.
- Bottino: le carte bottino sono versioni speciali di altre carte, che contengono un codice; tale codice può essere inserito nel sito web di Blizzard Entertainment per sbloccare premi particolari in World of Warcraft.

## Prodotti
Sono stati prodotti finora venti set di questo gioco di carte. Le carte sono vendute in pacchetti di espansione, tutti contenenti 15 carte casuali - 10 comuni, 3 non comuni, 1 rara o epica, e 1 carta eroe o carta bottino. Le buste di espansione sono utilizzate anche per avere una carta punti UDE utilizzabile online. A partire da March of the Legion e fino a Twilight of the Dragons, i pacchetti di espansione contenevano invece 18 carte, a causa di una variazione nei tipi di carta: 2 comuni e 1 non comune in più.
Con alcuni set erano lanciati anche degli "Mazzi base", cioè dei mazzi pre-costruiti composti da 33 carte, 2 pacchetti di espansione, 3 carte eroe di grandi dimensioni e un regolamento. Questi mazzi contenevano una carta rara, 6 non comuni, e il resto comuni. Mazzi base sono usciti per Heroes of Azeroth, Through the Dark Portal,March of the Legion e Drums of War; esistono altri tipi di mazzi base, come i Class Deck e i Battle Deck, che sono una variazione PvP contenente due mazzi precostruiti composti da 44 carte, più 3 carte eroe di grandi dimensioni e otto alleati esclusivi.
I Raid Deck sono mazzi appositamente progettati per permettere a più giocatori di cooperare contro un nemico comune. Essi combinano elementi di World of Warcraft (il questing di gruppo) e Dungeons & Dragons (il Raid Master). Un Raid Deck contiene in genere carte boss epiche, piattaforme per i boss, token per rappresentare i servitori del boss e un pacchetto tesoro. I Raid Deck sono i seguenti:
- Onyxia's Lair (dicembre 2006) - con il drago nero Onyxia. Contiene le regole speciali per il mazzo
- Molten Core (maggio 2007) - include un dieci boss epici, tra cui Lucifron e Ragnaros, il Signore del Fuoco. Ha un set di regole diverso da quello di Onyxia's Lair
- Maghteridon's Lair (gennaio 2008) - contiene il Signore delle Fosse Magtheridon
- Black Temple ( (settembre 2008) - raid da dieci eroi costruito intorno a Illidan Stormrage
- Naxxramas (dicembre 2009) - La necropoli non morta sede del lich Kel'Thuzad
- Assault on Icecrown Citadel (marzo 2011) - Con il Re dei Lich e altri boss. Comprende anche 3 mezzo costruiti sugli eroi Jaina Proudmoore, Sylvanas Windrunner e Tirion Fordring
- Battle of the Aspects (agosto 2012) - Lo scontro finale tra Deathwing, il corrotto Aspetto della Terra, e gli altri quattro Aspetti Draconici

Sono stati inoltre prodotti set di carte bonus per celebrare eventi o date speciali:
- Set Burning Crusade - Un set di tre carte, con due mazzi Heroes of Azeroth, per celebrare l'uscita di The Burning Crusade
- Set Wrath of the Lich King - 2 carte esclusive sono state incluse nella edizione da collezionista di Wrath of the Lich King, assieme a due mazzi March of the Legion
- Set Cataclysm - 2 carte esclusive sono state inclusi nella edizione da collezionista di Cataclysm, con un mazzo base e una carta bottino Landro's Gift.
- Set Feast of Winter Veil - Un collezione speciale è del novembre 2007, corrispondente all'omonima festività dell'universo di Warcraft. Comprendeva un cofanetto contenente un pacchetto espansione da Heroes of Azeroth, Through the Dark Portal o Fires of Outland, un mazzo base e 10 carte a tema invernale, così come 2 mascotte.
- Set Darkmoon Faire - Una collezione speciale uscita nel settembre 2008. Include 5 carte a tema Darkmoon Faire e due pacchetti espansione Through the Dark Portal.
- Set Arena Grand Melee - Una piccola collezione uscita per integrare il tema Arena, con due mazzi, uno per l'Alleanza e uno per l'Orda.

### Set prodotti
- Heroes of Azeroth (ottobre 2006)
- Through the Dark Portal (aprile 2007)
- Fires of Outland (agosto 2007)
- March of the Legion (dicembre 2007)
- Servants of the Betrayer (aprile 2008)
- The Hunt for Illidan (luglio 2008)
- Drums of War (novembre 2008)
- Blood of Gladiators (marzo 2009)
- Fields of Honor (giugno 2009)
- Scourgewar (novembre 2009)
- Wrath Gate (maggio 2010)
- Archives (agosto 2010 - ristampe foil da Heroes of Azeroth a  Fields of Honor)
- Icecrown (settembre 2010)
- Worldbreaker (dicembre 2010)
- War of the Elements (aprile 2011)
- Twilight of the Dragons (luglio 2011)
- Aftermath: Throne of the Tides (ottobre 2011)
- Aftermath: Crown of the Heavens (febbraio 2012)
- Aftermath: Tomb of the Forgotten (nel giugno 2012)
- Timewalkers: War of the Ancients (ottobre 2012)
- Timewalkers: Betrayal of the Guardian (febbraio 2013)
- Timewalkers: Reign of Fire

Il colore del logo del set sulla carta indica la sua rarità, con un sistema di rarità simile a quello del gioco online (bianco per comune, verde per non comune, blu per rara, viola per epica, e arancione per leggendario).

## Opere
Come accade in molti giochi di carte collezionabili, la raffigurazione delle carte viene ripresa da una varietà di diversi artisti con stili diversi.
Alcune carte sono state fatte da Penny Arcade e Mike Krahulik ("Gabe"). Nel 26 maggio 2006 l'aggiornamento del sitoPenny Arcade, Krahulik ha rivelato la sua opera per una scheda che è stata basata sullo sfruttando Leeroy Jenkins.
Tra gli altri artisti: Doug Alexander, Thomas M. Baxa, Julie Bell, Mauro Cascioli, Matt Dixon, Alex Horley, Todd McFarlane, Jeremy Mohler, Ariel Olivetti, Dan Scott, Greg Staples, Mike Sutfin, Glenn Rane, Samwise Didier, Boris Vallejo, Paul Kidby e molti altri.

## Eventi
Ogni settimana si organizzano tornei settimanali nei negozi di hobby locali, Cryptozoic Entertainment ospita eventi Darkmoon Faires (DMF). Darkmoon Faires sono eventi del fine settimana che corrono da venerdì a domenica nelle città in tutto il mondo.
In precedenza, la competizione più importante in evidenza è stata il campionato Dream Machine, il vincitore ha ricevuto un computer su misura. Attualmente, Darkmoon Faire Championship, offrono prodotti di elettronica e buoni di viaggio per i primi classificati al suo evento principale. Inoltre ci sono un sacco di eventi collaterali in cui i giocatori che non hanno fatto bene nel main event possono vincere elettronica Apple, carte regalo, e World of Warcraft carte loot.
I vincitori del Campionato DMF:
2007:
- Darkmoon Faire Los Angeles - Oliver Schmid
- Darkmoon Faire Austin - Tim Batow
- Darkmoon Faire Frankfurt - Pierre Malherbaud
- Darkmoon Faire Chicago - Brad Watson
- Darkmoon Faire Milan - Erik van der Laan
- Darkmoon Faire London - Stuart Wright
- Darkmoon Faire Philadelphia - Brian Durkin
- Darkmoon Faire Lille - Jonas Skali Lami
- Darkmoon Faire San Diego - Tomas Kuchda

2008:
- Darkmoon Faire Orlando - Brad Watson
- Darkmoon Faire Columbus - William Postlethwait
- Darkmoon Faire Stuttgart - Laurent Pagorek
- Darkmoon Faire Lyon - Bernd Reinartz
- Darkmoon Faire Seattle - Morgan Findlay
- Darkmoon Faire Antwerp - Christian Pfeiffer
- Darkmoon Faire Indianapolis - Jimmy Choi
- Darkmoon Faire New Jersey - Brad Watson
- Darkmoon Faire Paris - Pierre Malherbaud
- Darkmoon Faire Anaheim - Tim Rivera
- Darkmoon Faire Prague - Gabor Körös

2009:
- Darkmoon Faire Milton Keynes - Erik van der Laan
- Darkmoon Faire San Francisco - Damien Dufresne
- Darkmoon Faire Koln - Stuart Wright
- Darkmoon Faire Charlotte - Bobby Victory
- Darkmoon Faire Turin - Jan Palys
- Darkmoon Faire Sydney - Brad Watson
- Darkmoon Faire Boston - Pat Eshghy
- Darkmoon Faire Indianapolis - Phillip Martin
- Darkmoon Faire Amsterdam - Anssi Alkio
- Darkmoon Faire Austin - Rob Swarowski
- Darkmoon Faire Las Vegas - David Bodimer

2010:
- Darkmoon Faire Houston - Calvin Keeney
- Darkmoon Faire Guangzhou - Xie Zhi Qiang
- Darkmoon Faire Antwerp - Christian Kurze
- Darkmoon Faire Los Angeles - Alex Gellerman

2011:
- Darkmoon Faire Orlando - Stuart Wright
- Darkmoon Faire Paris - Luca Magni
- Darkmoon Faire Beijing - Qigeng Zhang
- Darkmoon Faire Chicago - Dan Clark
- Darkmoon Faire Koln - Krzysztof Morzyc
- Darkmoon Faire Shenzhen - Lo Ka Man
- Darkmoon Faire Singapore - Lee Keng Yin
- Darkmoon Faire Las Vegas - Jason Newill
- Darkmoon Faire Rimini - Brad Watson
- Darkmoon Faire Indianapolis - Ben Bellis
- Darkmoon Faire Poznań - Marcin Filipowicz
- Darkmoon Faire Philadelphia - Dan Clark
- Darkmoon Faire Rotterdam - Matthieu Laguerre
- Darkmoon Faire Shanghai - Hui Xiang

2012:
- Darkmoon Faire Los Angeles - Brad Watson
- Darkmoon Faire Cannes - Stuart Wright
- Darkmoon Faire Chengdu - Xi Lei
- Darkmoon Faire Baltimore - Hans Joachim Höh, Brad Watson and Stuart Wright
- Darkmoon Faire Madrid - Jeffrey Verwoerd
- Darkmoon Faire Las Vegas - Kellen Abel
- Darkmoon Faire Beijing - Xiang Jing
- Darkmoon Faire Prague - Martin Clement
- Darkmoon Faire Indianapolis - Norvic Santos
- Darkmoon Faire Antwerp - Anssi Alkio, Jeffrey Verwoerd and Stuart Wright
- Darkmoon Faire Shanghai - Yinan Liao
- Darkmoon Faire Atlanta - Basem Alsalah

2013:
- Darkmoon Faire Jacksonville - Randy Williams
- Darkmoon Faire Dallas - James Kandziolka
- Darkmoon Faire Shanghai - Jia Bin

### WoW cittadini
Negli Stati Uniti ha avuto luogo 16-19 agosto 2007 a Gen Con, una convention di gioco ad Indianapolis, Indiana.
Dopo il primo giorno di gioco, qualsiasi giocatore con un record di 5-3 o più avanzava per il secondo giorno. Due gruppi di progetto sono stati giocati il secondo giorno, ogni set con tre turni. I giocatori erano posizionati in base al loro record dal primo giorno, si sono redatti due pacchetti il primo di Heroes of Azeroth e due mute di Through the Dark Portal. Le finali si sono svolte il terzo giorno, giocata tra i primi otto selezionati. Brad Watson è stato dichiarato il campione US Nationals dopo la vittoria in finale.
A partire dal 2008, gli U.S. National Championship sono diventati il North American Continental Championship, che ha unito tutto il Canada e degli Stati Uniti come gare di Campionato. Il vincitore del Nord 2008 2008 North American Continental Championship (NACC) è stato Matt Markoff con un mazzo Warlock.
Nel 2009, Corey Scott-Burkhart ha vinto il North American Continental Championship a Gen Con Indy con un mazzo Sciamano
Nel 2010, una nuova gestione con Cryptozoic Entertainment, NACC ha spostato dalla Gen Con Indy. Tim Rivera ha ottenuto il titolo per lo stesso anno nella sua città natale di Las Vegas
Nel 2011, Tim Batow è emerso vincitore a Las Vegas con il suo mazzo Warlock particolare, soprannominato "Deck Bunny".

### Campionati del Mondo
Il primo campionato del mondo ebbe luogo 30 novembre - 2 dicembre 2007 a San Diego, California. Il vincitore, il giocatore francese Guillaume Matignon, è diventato il primo vincitore di World of Warcraft TCG campione del mondo e ha ricevuto 100000 $, il più grande premio nella storia del TCG.
Il secondo Campionato del Mondo (Campionato del mondo 2008) ha avuto luogo a Parigi, Francia dal 16 ottobre fino al 19 ottobre. Jim Fleckenstein della Virginia ha vinto il titolo di Campione del Mondo 2008 di Warcraft TCG del mondo utilizzando il Kil'zin of the Bloodscalp.
Il terzo Campionato del Mondo (Campionato del mondo 2009) ha avuto luogo a Austin, Texas dal 9 ottobre all'11 ottobre. William Postlethwait, noto anche come Billy P, ha vinto con Drums of War Block Constructed WoW TCG il titolo di Campione del Mondo 2009 di Warcraft TCG.
Il quarto Campionato del Mondo (Campionato del mondo 2010) ha avuto luogo a Indianapolis, Indiana, dal 4 agosto - 7 agosto 2010. Il formato era Classic, e il giocatore tedesco Jonas Skali-Lami ha vinto con Nicholas Merrick mage deck, uccidendo Ian Johnson Pidge Filthfinder deck in finale.
Il quinto Campionato del Mondo (Campionato del mondo 2011) ha avuto luogo a Rotterdam, Paesi Bassi, dal 10 novembre al 13 novembre. Il formato consisteva di Core e Classic e Booster Draft. È stato vinto dal tedesco Hans Joachim Höh, giocatore noto per i suoi successi attraverso giochi di strategia. Ha usato un mazzo Paladino Rohashu, uccidendo la versione meno aggressiva Jim Fleckenstein di Rohashu in finale.
Il sesto Campionato del Mondo si è svolto ad Atlanta, in Georgia a novembre 2012. Brad Watson è  stato sconfitto da Raphael Ait-Sliman nel round finale.